# 자르 보호령
자르 보호령(독일어: Saarprotektorat 자르프로테크토라트[*], 프랑스어: Protectorat de Sarre 프로테크토라 드 사르[*])은 1947년 부터 1957년까지 현재의 독일 자를란트주에 9년 16일 동안 존재했던 프랑스의 보호령이다. 공식적으로는 자를란트(독일어: Saarland) 또는 자르(프랑스어: Sarre)라고 불렀다.
제2차 세계 대전이 끝난 이후에 프랑스는 자르가 독일에 편입되는 것을 반대했다. 이 때문에 자르는 한동안 프랑스가 관리하는 보호령으로 남았다. 1954년 10월 23일에 체결된 파리 협정에 따라 프랑스는 서유럽 연합의 지원을 통해 자르에 독립 국가를 수립하는 한편 자르와의 경제적 통합을 수립하려고 했다. 하지만 1955년 10월 23일에 실시된 국민투표에서 자르에 독립 국가를 수립하는 방안은 찬성 32.29%(득표수 201,973표), 반대 67.71%(득표수 423,434표)를 기록하면서 부결되었는데 이는 자르가 서독에 편입된다는 것을 의미했다.
1956년 10월 27일에 프랑스와 서독 사이에 체결된 자르 조약에 따라 프랑스는 자르를 1957년 1월 1일을 기해 서독에 반환하기로 결정했다. 1957년 1월 1일에 서독에 자를란트주가 수립되면서 오늘날에 이른다.

## 같이 보기
- 자르 (국제 연맹)
- 자를란트 축구 국가대표팀
- 1952년 하계 올림픽 자르 선수단